# La Chair vivante, deuxième partie
La Chair vivante, deuxième partie (The Almost People) est le sixième épisode de la sixième saison de la deuxième série de la série télévisée britannique de science-fiction Doctor Who, diffusé sur BBC One le 28 mai 2011. Il s'agit de la seconde partie d'un épisode en deux parties commencé par l'épisode La Chair vivante, première partie.

## Synopsis
Le ganger du Docteur éprouve des difficultés à assimiler ses anciennes régénérations, reprenant leurs paroles, avant de se stabiliser. Les deux Docteurs sont identiques mais peuvent être distingués car ils portent des chaussures différentes. Les deux Docteurs décident qu'il leur faut rétablir le courant dans l'usine afin de pouvoir envoyer un signal de détresse vers le continent. Amy perd confiance dans le ganger du Docteur et lui demande de ne pas l'appeler « Pond », le surnom qu'il lui donne.
Tandis que le groupe s'échappe de la chapelle, le ganger de Jennifer explique que chaque fois qu'un ganger meurt, la dernière question dans leurs yeux est « pourquoi ? ». Elle convainc les autres gangers de se soulever contre l'humanité. Rory, toujours à la recherche de Jennifer, trouve finalement deux versions de celle-ci, chacune prétendant être est la « vraie » Jennifer. Elles se battent l'une contre l'autre. Finalement l'une d'entre elles pousse l'autre dans une flaque d'acide, où elle se dissout, se révélant être un ganger.
Les humains et les Docteurs arrivent à la station de contrôle du courant. Sentant la Chair dans sa tête, le ganger du Docteur sort en hâte, et Amy le suit. Elle se confronte à lui et lui parle de sa mort dont elle a été témoin, mais le ganger du Docteur ne répond pas. Il se fait l'écho de la question du ganger de Jennifer : « Pourquoi ? C'est tout ce que les yeux disent. Pourquoi ? »
Il colle Amy contre un mur, et elle s'enfuit dans la salle de contrôle, effrayée. Cleaves écarte les deux Docteurs l'un de l'autre, disant qu'ils ne peuvent plus faire confiance au ganger. Le Docteur et Buzzer partent à la recherche de Rory et de Jennifer, expliquant que le tournevis sonique peut distinguer les humains de la Chair.
Jennifer mène Rory à une salle et lui demande de lancer un système électrique, mais en fait cela arrête le système de refroidissement de l'usine et l'acide commence à bouillir. Le ganger du Docteur et les humains sont forcés de fuir la salle des communications alors que les canalisations d'acide se mettent à exploser. Jennifer et Rory trouvent une pile de gangers rejetés, laissés là à pourrir mais pleinement conscients. Rory dit qu'ils leur faut montrer au monde ce qu'ils ont trouvé : pour ce faire, Jennifer parvient à convaincre Rory de commettre l'erreur d'enfermer les humains et le ganger du Docteur dans la crypte, et Jennifer se révèle être en fait un autre ganger de Jennifer.
Pendant ce temps, Jennifer a tué Buzzer et le Docteur est recruté par les autres gangers. Avec l'aide d'un appel téléphonique holographique du fils de Jimmy, le Docteur les convainc qu'ils partagent la même compassion que les humains. Le ganger de Cleaves ordonne la libération des humains. Cela rend Jennifer folle de rage, et elle se transforme en un monstre déterminé à les tuer tous.
Le groupe traverse l'usine en courant et trouve le TARDIS, qui tombe à travers la voûte. Le ganger de Cleaves et le Docteur disent qu'ils resteront pour contenir le ganger de Jennifer. Amy essaie de convaincre le Docteur de regagner le TARDIS, mais il révèle qu'ils ont échangé leurs chaussures ; le ganger du Docteur et son original ont prétendu être l'autre depuis le départ. Amy présente ses excuses pour ne pas leur avoir fait confiance, et le ganger du Docteur dit à Amy, « Pousse - mais uniquement lorsqu'elle te le dira ». Le ganger du Docteur et celui de Cleaves restent en arrière tandis que les autres partent, se sacrifiant pour détruire Jennifer.
Le Docteur dépose le ganger de Jimmy auprès de son fils; puis Cleaves et le ganger de Dicken au siège de leur entreprise. Amy commence soudainement à ressentir de la douleur dans son abdomen, et le Docteur lui dit qu'elle a des contractions. Dans le TARDIS, le Docteur dit à Amy qu'elle est un ganger, et qu'elle n'est plus avec eux depuis longtemps. Il explique qu'ils ont visité l'usine afin d'analyser la Chair au début de son utilisation. Il promet qu'ils trouveront la vraie Amy, et il coupe la connexion avec le ganger. Le Docteur utilise ensuite le tournevis sonique pour désintégrer le ganger d'Amy.
Amy s'éveille dans une salle blanche. La femme à l'œil masqué fait glisser une trappe et la contemple, lui disant de pousser. Amy regarde et voit qu'elle est enceinte, et hurle alors que l'accouchement commence.

## Distribution
- Matt Smith : Onzième Docteur et son ganger.
- Karen Gillan : Amy Pond
- Arthur Darvill : Rory Williams
- Sarah Smart : Jennifer
- Mark Bonnar : Jimmy
- Marshall Lancaster : Buzzer
- Raquel Cassidy : Cleaves
- Leon Vickers : Dicken
- Frances Barber : Femme à l'œil masqué
- Edmond Moulton : Adam

## Continuité
- En VO et en VF lorsque le ganger du Docteur prend vie, et qu'il a du mal à se stabiliser, il prononce des phrases caractéristiques de ses précédentes incarnations. Ainsi, on l'entend dire la phrase « one day we shall get back… yes, one day » (« un jour nous reviendrons… oui, un jour »), qui est une phrase prononcée par le premier Docteur dans l'épisode An Unearthly Child. Il prononce aussi la phrase « Reverse the polarity of the neutron flow » (« Inversez la polarité du flux de neutrons »), qui est une phrase récurrente du troisième Docteur. On l'entend aussi parler avec la voix de Tom Baker (le 4e Docteur) lorsqu'il dit vouloir des Jelly Babies (les bonbons préférés du 4e Docteur) puis avec la voix de David Tennant (le 10e Docteur)[1].
- Le Docteur appelle son TARDIS « Sexy » comme dans l'épisode L'Âme du TARDIS et l'appelle « elle » (« She ») plus d'une fois.
- Le pseudonyme que prend le Docteur afin de le différencier de son ganger est une nouvelle fois « John Smith » (cf. L'École des retrouvailles, La Loi des Judoons, La Famille de sang, Smith, la Montre et le Docteur, Agatha Christie mène l'enquête ou encore Un passager de trop).
- Le Docteur appelle Rory « Roranicus Pondicus » de son nom de romain dans La Pandorica s'ouvre.
- Pensant qu'elle parle à son ganger, Amy prévient le Docteur de sa future mort dans l'épisode L'Impossible Astronaute, première partie.
- On voit la femme à l'œil masqué des épisodes précédents (à la 13e minute et la 44e) deux fois dans cet épisode ainsi que l'explication de ses apparitions en fin d'épisode. Par le même artifice, la mystérieuse grossesse/non-grossesse d'Amy, dont l'histoire était entamée dans L'Impossible Astronaute, deuxième partie trouve un début d'explication.